# Список астероїдів (19501—19600)
| Назва                               | Тимчасове позначення | Дата відкриття    | Місце відкриття            | Відкривач                            |
| ----------------------------------- | -------------------- | ----------------- | -------------------------- | ------------------------------------ |
| (19501) 1998 KC50                   | 1998 KC50            | 23 травня 1998    | Сокорро (Нью-Мексико)      | LINEAR                               |
| (19502) 1998 KB51                   | 1998 KB51            | 23 травня 1998    | Сокорро (Нью-Мексико)      | LINEAR                               |
| (19503) 1998 KE65                   | 1998 KE65            | 22 травня 1998    | Сокорро (Нью-Мексико)      | LINEAR                               |
| 19504 Владалексєєв (Vladalekseev)   | 1998 LL2             | 1 червня 1998     | Обсерваторія Ла-Сілья      | Ерік Вальтер Ельст                   |
| (19505) 1998 MC                     | 1998 MC              | 16 червня 1998    | Вумера                     | Френк Золотовскі                     |
| (19506) 1998 MN4                    | 1998 MN4             | 18 червня 1998    | Обсерваторія Мальорки      | Альваро Лопес-Ґарсіа, Рафаель Пачеко |
| (19507) 1998 MZ13                   | 1998 MZ13            | 19 червня 1998    | Коссоль                    | ODAS                                 |
| (19508) 1998 MC17                   | 1998 MC17            | 27 червня 1998    | Обсерваторія Кітт-Пік      | Spacewatch                           |
| 19509 Niigata                       | 1998 MG38            | 29 червня 1998    | Станція Андерсон-Меса      | LONEOS                               |
| (19510) 1998 MV42                   | 1998 MV42            | 26 червня 1998    | Обсерваторія Ла-Сілья      | Ерік Вальтер Ельст                   |
| (19511) 1998 MC45                   | 1998 MC45            | 19 червня 1998    | Сокорро (Нью-Мексико)      | LINEAR                               |
| (19512) 1998 QU2                    | 1998 QU2             | 17 серпня 1998    | Сокорро (Нью-Мексико)      | LINEAR                               |
| (19513) 1998 QN7                    | 1998 QN7             | 17 серпня 1998    | Сокорро (Нью-Мексико)      | LINEAR                               |
| (19514) 1998 QB75                   | 1998 QB75            | 24 серпня 1998    | Сокорро (Нью-Мексико)      | LINEAR                               |
| (19515) 1998 QM76                   | 1998 QM76            | 24 серпня 1998    | Сокорро (Нью-Мексико)      | LINEAR                               |
| (19516) 1998 QF80                   | 1998 QF80            | 24 серпня 1998    | Сокорро (Нью-Мексико)      | LINEAR                               |
| 19517 Робертокарлос (Robertocarlos) | 1998 SK164           | 18 вересня 1998   | Обсерваторія Ла-Сілья      | Ерік Вальтер Ельст                   |
| 19518 Мелдінґ (Moulding)            | 1998 VZ13            | 10 листопада 1998 | Сокорро (Нью-Мексико)      | LINEAR                               |
| (19519) 1998 WB8                    | 1998 WB8             | 18 листопада 1998 | Обсерваторія Кушіро        | Сейджі Уеда, Хіроші Канеда           |
| (19520) 1998 WC24                   | 1998 WC24            | 25 листопада 1998 | Сокорро (Нью-Мексико)      | LINEAR                               |
| 19521 Chaos                         | 1998 WH24            | 19 листопада 1998 | Обсерваторія Кітт-Пік      | Глибокий огляд екліптики             |
| (19522) 1998 XQ83                   | 1998 XQ83            | 15 грудня 1998    | Сокорро (Нью-Мексико)      | LINEAR                               |
| 19523 Паолофрізі (Paolofrisi)       | 1998 YX3             | 18 грудня 1998    | Обсерваторія Сан-Вітторе   | Обсерваторія Сан-Вітторе             |
| 19524 Акаціяколеман (Acaciacoleman) | 1998 YB7             | 23 грудня 1998    | Обсерваторія Кресент Б'ютт | Е. Шерідан                           |
| (19525) 1999 CO                     | 1999 CO              | 5 лютого 1999     | Обсерваторія Оїдзумі       | Такао Кобаяші                        |
| (19526) 1999 FS7                    | 1999 FS7             | 20 березня 1999   | Сокорро (Нью-Мексико)      | LINEAR                               |
| (19527) 1999 FN30                   | 1999 FN30            | 19 березня 1999   | Сокорро (Нью-Мексико)      | LINEAR                               |
| 19528 Деллоро (Delloro)             | 1999 GB1             | 4 квітня 1999     | Обсерваторія Пістоїєзе     | Джермано Д'Абрамо, Андреа Боаттіні   |
| (19529) 1999 GQ15                   | 1999 GQ15            | 15 квітня 1999    | Обсерваторія Кітт-Пік      | Spacewatch                           |
| (19530) 1999 GQ23                   | 1999 GQ23            | 6 квітня 1999     | Сокорро (Нью-Мексико)      | LINEAR                               |
| 19531 Хартон (Charton)              | 1999 GM32            | 7 квітня 1999     | Сокорро (Нью-Мексико)      | LINEAR                               |
| (19532) 1999 GB34                   | 1999 GB34            | 6 квітня 1999     | Сокорро (Нью-Мексико)      | LINEAR                               |
| 19533 Ґаррісон (Garrison)           | 1999 GM35            | 7 квітня 1999     | Сокорро (Нью-Мексико)      | LINEAR                               |
| 19534 Miyagi                        | 1999 GL47            | 6 квітня 1999     | Станція Андерсон-Меса      | LONEOS                               |
| 19535 Роуенаткінсон (Rowanatkinson) | 1999 HF3             | 24 квітня 1999    | Обсерваторія Ріді-Крик     | Джон Бротон                          |
| (19536) 1999 JM4                    | 1999 JM4             | 10 травня 1999    | Сокорро (Нью-Мексико)      | LINEAR                               |
| (19537) 1999 JL8                    | 1999 JL8             | 12 травня 1999    | Сокорро (Нью-Мексико)      | LINEAR                               |
| (19538) 1999 JD12                   | 1999 JD12            | 13 травня 1999    | Сокорро (Нью-Мексико)      | LINEAR                               |
| 19539 Анаверду (Anaverdu)           | 1999 JO14            | 14 травня 1999    | Обсерваторія Амейя-де-Мар  | Жауме Номен                          |
| (19540) 1999 JF23                   | 1999 JF23            | 10 травня 1999    | Сокорро (Нью-Мексико)      | LINEAR                               |
| (19541) 1999 JA27                   | 1999 JA27            | 10 травня 1999    | Сокорро (Нью-Мексико)      | LINEAR                               |
| 19542 Ліндперкінс (Lindperkins)     | 1999 JL27            | 10 травня 1999    | Сокорро (Нью-Мексико)      | LINEAR                               |
| 19543 Бургойн (Burgoyne)            | 1999 JR30            | 10 травня 1999    | Сокорро (Нью-Мексико)      | LINEAR                               |
| 19544 Аврамкоттке (Avramkottke)     | 1999 JN33            | 10 травня 1999    | Сокорро (Нью-Мексико)      | LINEAR                               |
| (19545) 1999 JY33                   | 1999 JY33            | 10 травня 1999    | Сокорро (Нью-Мексико)      | LINEAR                               |
| (19546) 1999 JN34                   | 1999 JN34            | 10 травня 1999    | Сокорро (Нью-Мексико)      | LINEAR                               |
| 19547 Коллієр (Collier)             | 1999 JP57            | 10 травня 1999    | Сокорро (Нью-Мексико)      | LINEAR                               |
| (19548) 1999 JJ58                   | 1999 JJ58            | 10 травня 1999    | Сокорро (Нью-Мексико)      | LINEAR                               |
| (19549) 1999 JS58                   | 1999 JS58            | 10 травня 1999    | Сокорро (Нью-Мексико)      | LINEAR                               |
| 19550 Самабейтс (Samabates)         | 1999 JP61            | 10 травня 1999    | Сокорро (Нью-Мексико)      | LINEAR                               |
| 19551 Петерборден (Peterborden)     | 1999 JL62            | 10 травня 1999    | Сокорро (Нью-Мексико)      | LINEAR                               |
| (19552) 1999 JJ68                   | 1999 JJ68            | 12 травня 1999    | Сокорро (Нью-Мексико)      | LINEAR                               |
| (19553) 1999 JF71                   | 1999 JF71            | 12 травня 1999    | Сокорро (Нью-Мексико)      | LINEAR                               |
| (19554) 1999 JU74                   | 1999 JU74            | 12 травня 1999    | Сокорро (Нью-Мексико)      | LINEAR                               |
| (19555) 1999 JO77                   | 1999 JO77            | 12 травня 1999    | Сокорро (Нью-Мексико)      | LINEAR                               |
| (19556) 1999 JV77                   | 1999 JV77            | 12 травня 1999    | Сокорро (Нью-Мексико)      | LINEAR                               |
| (19557) 1999 JC79                   | 1999 JC79            | 13 травня 1999    | Сокорро (Нью-Мексико)      | LINEAR                               |
| (19558) 1999 JK80                   | 1999 JK80            | 12 травня 1999    | Сокорро (Нью-Мексико)      | LINEAR                               |
| (19559) 1999 JY80                   | 1999 JY80            | 12 травня 1999    | Сокорро (Нью-Мексико)      | LINEAR                               |
| (19560) 1999 JH81                   | 1999 JH81            | 14 травня 1999    | Сокорро (Нью-Мексико)      | LINEAR                               |
| (19561) 1999 JK81                   | 1999 JK81            | 14 травня 1999    | Сокорро (Нью-Мексико)      | LINEAR                               |
| (19562) 1999 JM81                   | 1999 JM81            | 14 травня 1999    | Сокорро (Нью-Мексико)      | LINEAR                               |
| 19563 Бржезінська (Brzezinska)      | 1999 JB124           | 14 травня 1999    | Сокорро (Нью-Мексико)      | LINEAR                               |
| 19564 Айбурнетті (Ajburnetti)       | 1999 JP126           | 13 травня 1999    | Сокорро (Нью-Мексико)      | LINEAR                               |
| (19565) 1999 KF4                    | 1999 KF4             | 20 травня 1999    | Сокорро (Нью-Мексико)      | LINEAR                               |
| (19566) 1999 KO6                    | 1999 KO6             | 23 травня 1999    | Вумера                     | Френк Золотовскі                     |
| (19567) 1999 KS7                    | 1999 KS7             | 20 травня 1999    | Сокорро (Нью-Мексико)      | LINEAR                               |
| 19568 Речелмарі (Rachelmarie)       | 1999 KY14            | 18 травня 1999    | Сокорро (Нью-Мексико)      | LINEAR                               |
| (19569) 1999 KM15                   | 1999 KM15            | 20 травня 1999    | Сокорро (Нью-Мексико)      | LINEAR                               |
| 19570 Джесідуглас (Jessedouglas)    | 1999 LH6             | 13 червня 1999    | Прескоттська обсерваторія  | Пол Комба                            |
| (19571) 1999 LA7                    | 1999 LA7             | 8 червня 1999     | Обсерваторія Кітт-Пік      | Spacewatch                           |
| 19572 Лімарі (Leahmarie)            | 1999 LE11            | 8 червня 1999     | Сокорро (Нью-Мексико)      | LINEAR                               |
| 19573 Куммінґс (Cummings)           | 1999 LW13            | 9 червня 1999     | Сокорро (Нью-Мексико)      | LINEAR                               |
| 19574 Девідедвардс (Davidedwards)   | 1999 LQ21            | 9 червня 1999     | Сокорро (Нью-Мексико)      | LINEAR                               |
| 19575 Фіні (Feeny)                  | 1999 LB22            | 9 червня 1999     | Сокорро (Нью-Мексико)      | LINEAR                               |
| (19576) 1999 LP22                   | 1999 LP22            | 9 червня 1999     | Сокорро (Нью-Мексико)      | LINEAR                               |
| 19577 Боббіфішер (Bobbyfisher)      | 1999 LP26            | 9 червня 1999     | Сокорро (Нью-Мексико)      | LINEAR                               |
| 19578 Кіркдуглас (Kirkdouglas)      | 1999 MO              | 20 червня 1999    | Обсерваторія Ріді-Крик     | Джон Бротон                          |
| (19579) 1999 MB1                    | 1999 MB1             | 23 червня 1999    | Вумера                     | Френк Золотовскі                     |
| (19580) 1999 ND                     | 1999 ND              | 4 липня 1999      | Вішнянська обсерваторія    | Корадо Корлевіч                      |
| (19581) 1999 NC3                    | 1999 NC3             | 13 липня 1999     | Сокорро (Нью-Мексико)      | LINEAR                               |
| 19582 Блов (Blow)                   | 1999 NL4             | 13 липня 1999     | Обсерваторія Ріді-Крик     | Джон Бротон                          |
| (19583) 1999 NT4                    | 1999 NT4             | 12 липня 1999     | Вішнянська обсерваторія    | Корадо Корлевіч                      |
| 19584 Сараджерін (Sarahgerin)       | 1999 NZ6             | 13 липня 1999     | Сокорро (Нью-Мексико)      | LINEAR                               |
| 19585 Заххопкінс (Zachopkins)       | 1999 NU7             | 13 липня 1999     | Сокорро (Нью-Мексико)      | LINEAR                               |
| (19586) 1999 NA10                   | 1999 NA10            | 13 липня 1999     | Сокорро (Нью-Мексико)      | LINEAR                               |
| 19587 Керемейн (Keremane)           | 1999 NG11            | 13 липня 1999     | Сокорро (Нью-Мексико)      | LINEAR                               |
| (19588) 1999 NL11                   | 1999 NL11            | 13 липня 1999     | Сокорро (Нью-Мексико)      | LINEAR                               |
| 19589 Кіркленд (Kirkland)           | 1999 NZ14            | 14 липня 1999     | Сокорро (Нью-Мексико)      | LINEAR                               |
| (19590) 1999 NG18                   | 1999 NG18            | 14 липня 1999     | Сокорро (Нью-Мексико)      | LINEAR                               |
| 19591 Майклклейн (Michaelklein)     | 1999 NW21            | 14 липня 1999     | Сокорро (Нью-Мексико)      | LINEAR                               |
| (19592) 1999 NZ22                   | 1999 NZ22            | 14 липня 1999     | Сокорро (Нью-Мексико)      | LINEAR                               |
| 19593 Юстінкох (Justinkoh)          | 1999 NZ29            | 14 липня 1999     | Сокорро (Нью-Мексико)      | LINEAR                               |
| (19594) 1999 NL31                   | 1999 NL31            | 14 липня 1999     | Сокорро (Нью-Мексико)      | LINEAR                               |
| 19595 Лафер-Соса (Lafer-Sousa)      | 1999 NW31            | 14 липня 1999     | Сокорро (Нью-Мексико)      | LINEAR                               |
| 19596 Спегорларсон (Spegorlarson)   | 1999 NX31            | 14 липня 1999     | Сокорро (Нью-Мексико)      | LINEAR                               |
| 19597 Райанлі (Ryanlee)             | 1999 NJ32            | 14 липня 1999     | Сокорро (Нью-Мексико)      | LINEAR                               |
| 19598 Латтрелл (Luttrell)           | 1999 NL39            | 14 липня 1999     | Сокорро (Нью-Мексико)      | LINEAR                               |
| 19599 Брайсмелтон (Brycemelton)     | 1999 NX40            | 14 липня 1999     | Сокорро (Нью-Мексико)      | LINEAR                               |
| (19600) 1999 NV41                   | 1999 NV41            | 14 липня 1999     | Сокорро (Нью-Мексико)      | LINEAR                               |

| ← Астероїди 10001—20000 → |             |             |             |             |             |             |             |             |             |
| 10001—10100               | 11001—11100 | 12001—12100 | 13001—13100 | 14001—14100 | 15001—15100 | 16001—16100 | 17001—17100 | 18001—18100 | 19001—19100 |
| 10101—10200               | 11101—11200 | 12101—12200 | 13101—13200 | 14101—14200 | 15101—15200 | 16101—16200 | 17101—17200 | 18101—18200 | 19101—19200 |
| 10201—10300               | 11201—11300 | 12201—12300 | 13201—13300 | 14201—14300 | 15201—15300 | 16201—16300 | 17201—17300 | 18201—18300 | 19201—19300 |
| 10301—10400               | 11301—11400 | 12301—12400 | 13301—13400 | 14301—14400 | 15301—15400 | 16301—16400 | 17301—17400 | 18301—18400 | 19301—19400 |
| 10401—10500               | 11401—11500 | 12401—12500 | 13401—13500 | 14401—14500 | 15401—15500 | 16401—16500 | 17401—17500 | 18401—18500 | 19401—19500 |
| 10501—10600               | 11501—11600 | 12501—12600 | 13501—13600 | 14501—14600 | 15501—15600 | 16501—16600 | 17501—17600 | 18501—18600 | 19501—19600 |
| 10601—10700               | 11601—11700 | 12601—12700 | 13601—13700 | 14601—14700 | 15601—15700 | 16601—16700 | 17601—17700 | 18601—18700 | 19601—19700 |
| 10701—10800               | 11701—11800 | 12701—12800 | 13701—13800 | 14701—14800 | 15701—15800 | 16701—16800 | 17701—17800 | 18701—18800 | 19701—19800 |
| 10801—10900               | 11801—11900 | 12801—12900 | 13801—13900 | 14801—14900 | 15801—15900 | 16801—16900 | 17801—17900 | 18801—18900 | 19801—19900 |
| 10901—11000               | 11901—12000 | 12901—13000 | 13901—14000 | 14901—15000 | 15901—16000 | 16901—17000 | 17901—18000 | 18901—19000 | 19901—20000 |